# Chiến tranh Macedonia lần thứ nhất
Chiến tranh Macedonia lần thứ nhất (214 TCN - 205 TCN) là cuộc chiến tranh của La Mã, cùng với đồng minh (sau năm 211 TCN) là liên minh Aetolia và Attalos I của Pergamon, chống lại Philippos V của Macedonia, đồng thời với cuộc chiến tranh Punic lần thứ hai (218-201 TCN) chống lại Carthage. Không có một cuộc giao tranh quyết định nào, và cuộc chiến đã kết thúc trong bế tắc.
Trong cuộc chiến, Macedonia đã cố gắng giành quyền kiểm soát các vùng của Illyria và Hy Lạp, nhưng không thành công. Nó thường được nghĩ rằng những cuộc giao tranh ở phía đông đã ngăn chặn Macedonia giúp đỡ vị tướng Carthage là Hannibal trong cuộc chiến với La Mã. Nền "Hòa bình của Phoenice", một hiệp ước được ký kết tại Phoenice, trong năm 205 TCN, đã chính thức kết thúc chiến tranh.

## Demetrios lôi kéo chiến tranh chống lại Rome
Mối bận tâm của Roma với cuộc chiến chống lại Carthage đã tạo cơ hội cho Philippos V của Macedonia tìm cách mở rộng quyền lực của mình về phía tây. Theo sử gia Hy Lạp cổ đại Polybius, một yếu tố quan trọng trong quyết định của Philippos nhằm tận dụng cơ hội này là ảnh hưởng của Demetrios của Pharos.
Demetrios, sau chiến tranh Illyria lần thứ nhất năm 229 trước Công nguyên, đã là vua cai trị của hầu hết các vùng ven biển Illyria . Tuy nhiên, năm 219 TCN, trong chiến tranh Illyria lần thứ hai, ông đã bị đánh bại bởi người La Mã và bỏ chạy tới triều đình của Philip.
Trong khi tham gia vào một cuộc chiến tranh với người Aetolia, Philippos đã nghe được tin về chiến thắng của Hannibal trước người La Mã, tại hồ Trasimene trong tháng 6 năm 217 trước Công nguyên. Philippos ban đầu chỉ đọc các bức thư từ Demetrius. Có lẽ nhìn thấy một cơ hội để khôi phục vương quốc của mình, Demetrios ngay lập tức khuyên nhà vua trẻ nên lập lại hòa bình với người Aetolians, và chuyển sự quan tâm của ông đối với Illyria và Ý. Polybius ghi lại lời Demetrios nói: